# Galette-saucisse
Vous lisez un « bon article » labellisé en 2014.
La galette-saucisse est un en-cas composé d'une saucisse de porc grillée, roulée dans une galette de sarrasin froide. Elle est principalement consommée en Haute-Bretagne, plus précisément en Ille-et-Vilaine et dans certaines parties de ses départements limitrophes : les Côtes-d'Armor, la Loire-Atlantique, la Mayenne et la Manche.
Créée et popularisée au cours du XIXe siècle, elle réunit deux produits de la gastronomie bretonne. Le sarrasin (ou « blé noir ») est introduit dans les systèmes agraires du Grand Ouest vers la seconde moitié du XVe siècle. Cuisiné sous forme de galettes, de bouillie ou parfois de pain, le sarrasin est très largement cultivé dans les campagnes bretonnes et bas-normandes jusqu'au XXe siècle. Substitut au pain pour les pauvres, son goût très prononcé est adouci par divers accompagnements. Parmi ces derniers, les charcuteries, dont la saucisse de porc, font partie des spécialités de la région rennaise.
La galette-saucisse devient, dès lors, un en-cas populaire, consommé debout et à la main, à l'occasion des fêtes, des marchés ou des événements sportifs. Elle est ainsi fortement associée au club de football du Stade rennais, et devient l'un des emblèmes de la gastronomie populaire de Haute-Bretagne.

## Description

### Composition
La galette-saucisse est composée :

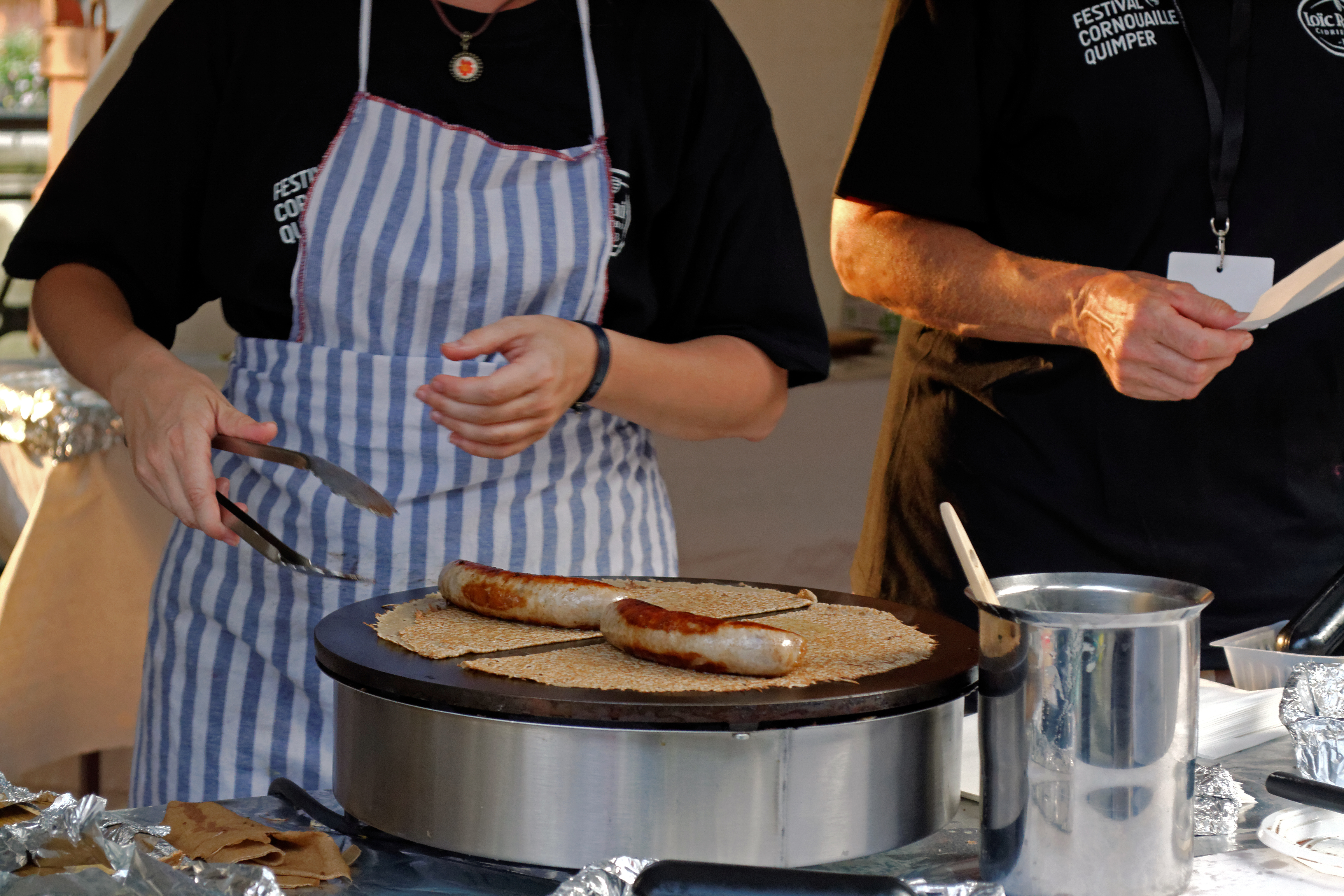
Galettes-saucisses chauffées sur une billig à Quimper.

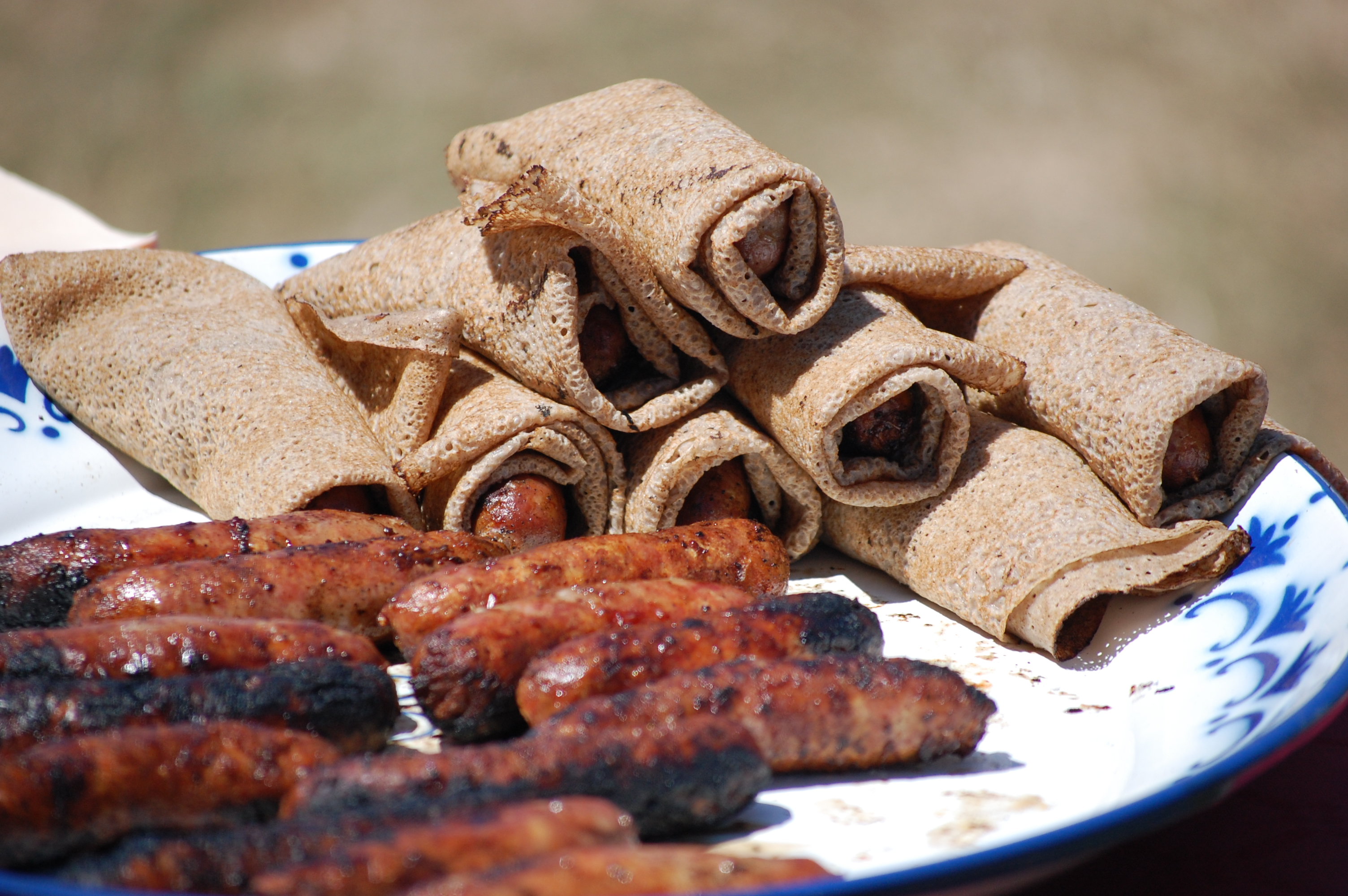
Galettes-saucisses et saucisses grillées.

- d'une galette de sarrasin, obtenue par la cuisson d'une pâte à base de farine de sarrasin (parfois appelé aussi « blé noir »), typique de la tradition culinaire de Haute-Bretagne ;
- d'une saucisse de porc, composée, pour les spécialistes, de 75 à 80 % de viande de porc pour 20 à 25 % de gorge de porc (gras), assaisonnée de poivre et de sel de Guérande[k 3]. L'utilisation de saucisses différentes, notamment de saucisse de Strasbourg, n'est pas bien perçue[m 1].

La galette est traditionnellement froide (elle peut être tiède), pour manger la saucisse chaude sans se brûler les doigts, mais se trouve également tiède, quand les galettes sont faites au fur et à mesure de leur consommation, ce qui aurait la préférence des consommateurs.
Plusieurs pratiques de cuisson des saucisses sont recensées : 
- au barbecue, où la cuisson est dédiée à une consommation directe (de 15 à 30 minutes suivant la braise)[k 5] ou différée (saucisses retirées du feu avant la cuisson totale et réservées au chaud, puis remises à la cuisson avant d'être servies)[k 6] ;
- au bain-marie, réchauffées au gril, comme pratiqué par certains stands de galettes-saucisses aux abords du Roazhon Park[k 4] ;
- à la poêle, comme indiqué dans plusieurs livres de recettes[4],[5],[6]. Cette cuisson est toutefois privilégiée pour une consommation à table[k 4].

Le dressage consiste en une galette pliée en deux, sur laquelle est posée une saucisse chaude. La saucisse sert alors d'axe au roulage de la galette. Il est également possible de mettre deux galettes, ce qu'on appelle « une double ».
En apéritif, on peut trouver des « chipottouses », composées de petites saucisses roulées dans de petites galettes. Elles sont coupées en petites bouchées, chacune étant fixée par un bâtonnet de bois.

### Accompagnements et assaisonnement

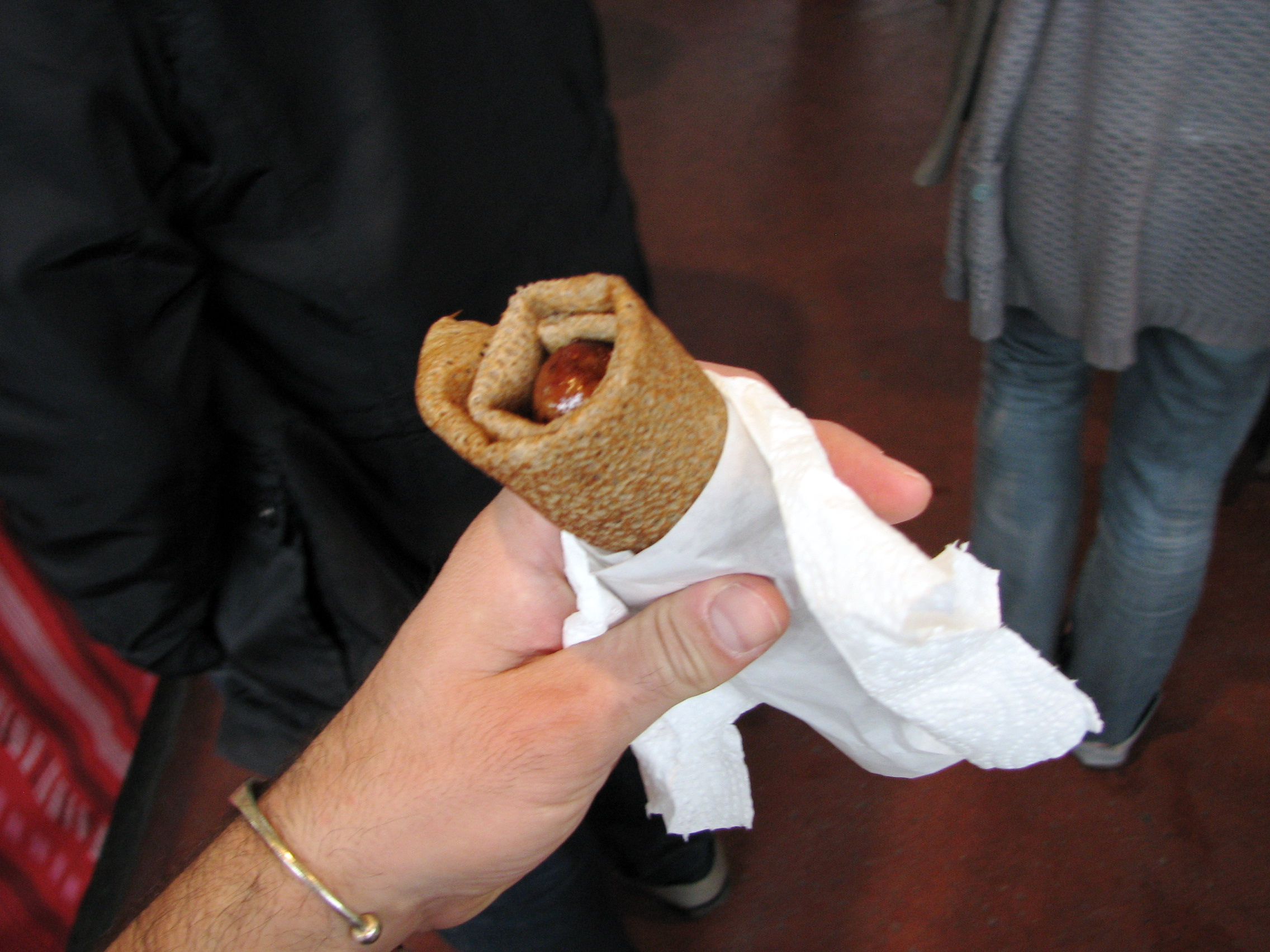
Galette-saucisse prête à consommer.

La galette-saucisse peut recevoir une sauce lors du dressage, bien que l'association de sauvegarde de la galette-saucisse bretonne recommande de ne pas ajouter d'accompagnement. Autrefois, la galette-saucisse était accompagnée de poivre, et une tolérance existe aujourd'hui pour l'utilisation de moutarde. Le fait d'ajouter une sauce est un sujet sensible, comme le signale Benjamin Keltz : « le ketchup, la mayonnaise et les autres sauces restent cependant mal vues. Très, très mal vues même ».
La garniture fait l'objet de la même recommandation, bien que de nombreuses autres possibilités existent. Historiquement, la galette est proposée à emporter avec de nombreux accompagnements (dont de la saucisse). Dès le début du XIXe siècle, la galette-saucisse est accompagnée d'oignons jaunes, que l'on retrouve dans la tradition du département de la Manche, où la galette-saucisse est consommée avec une compotée d'oignons. La galette-saucisse-fromage est la deuxième meilleure vente des galettiers, et la galette-saucisse-tranche de lard existe également, comme des menus incluant frites et sodas. Toutes sortes de déclinaisons, avec davantage de galettes ou davantage de saucisses font aussi leur apparition. Il existait d'autres accompagnements, placés chauds dans une galette froide : au porché, à la sardine grillée, au pâté froid.
En boisson d'accompagnement, le breuvage traditionnel est le cidre, historiquement beaucoup plus consommé en Bretagne que le vin ou la bière. Contrairement à ce que laisse entendre la chanson Galette-saucisse je t'aime, le lait ribot — qui peut être consommé quand la galette de sarrasin est utilisée comme substitut au pain — n'est pas un accompagnement traditionnel de la galette-saucisse.

## Histoire

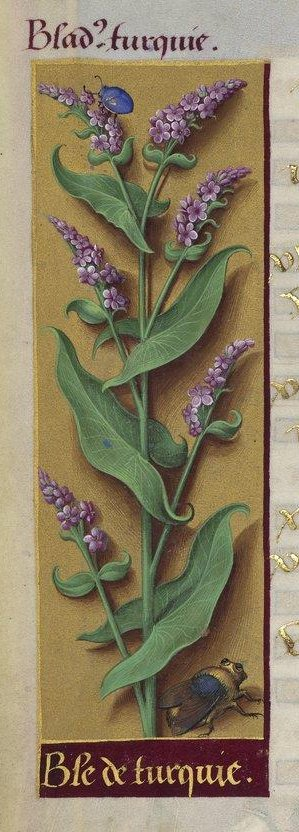
Représentation du « blé de Turquie », ou sarrasin, dans Les Grandes Heures d'Anne de Bretagne. Enluminure du début du XVI.

Des deux composants de la galette-saucisse, la galette de sarrasin ou galette de blé noir, est la plus caractéristique de la culture régionale. Le sarrasin est introduit dans les systèmes agraires du Grand Ouest (Bretagne et Normandie) vers la seconde moitié du XVe siècle, sous le nom de « bled noir » en Bretagne et de « froment de sarrasin » (frumentorum sarracenorum) en Normandie. Sa culture est favorisée par les grandes opérations de déboisement alors en cours dans la région, et se substitue à celle du froment auprès des cultivateurs,. Consommé sous forme de galettes dès la fin du XVe siècle, cette polygonacée devient alors la base de l'alimentation dans la région, mais reste la nourriture des pauvres. Si le milieu du XVIe siècle est considéré comme l'apogée de la culture du sarrasin en Bretagne, sa consommation reste importante jusqu'au XIXe siècle. En 1850, 130 « galettières » sont recensées à Rennes ; près de 400 en 1900, soit une fabricante pour 150 habitants. Toutefois, le pain se démocratisant à partir du XIXe siècle, la culture du sarrasin se raréfie dès lors, jusqu'à une quasi-disparition au XXe siècle, bien que sa tradition culinaire persiste en Bretagne.
Si la saucisse est déjà bien connue en Bretagne au XVe siècle, elle n'est pas immédiatement associée à la galette de sarrasin. Toutefois, cette dernière ayant un goût prononcé, elle est rapidement agrémentée de divers accompagnements, notamment de nombreuses charcuteries, celles-ci faisant traditionnellement partie des spécialités locales :
- le « porchet[k 15] », consommé dans le nord de l'Ille-et-Vilaine au XVIIIe siècle, est une terrine à base d'abats de porcs cuits au four, qui est dégustée dans une galette de blé noir ;
- la « casse[k 1] », consommée dans le pays de Rennes à la fin du XIXe siècle, est composée d'abats de porc et de pieds de veau cuits au four. Le plat est très recherché, et se consomme avant le Carême à l'abattage du cochon, roulé dans une galette de blé noir[k 15] ;
- le pâté de porc, qui est lui aussi consommé roulé dans une galette, à la fin du marché des Lices. Attestée au XIXe siècle, cette pratique est due à la qualité de la charcuterie locale[k 16].

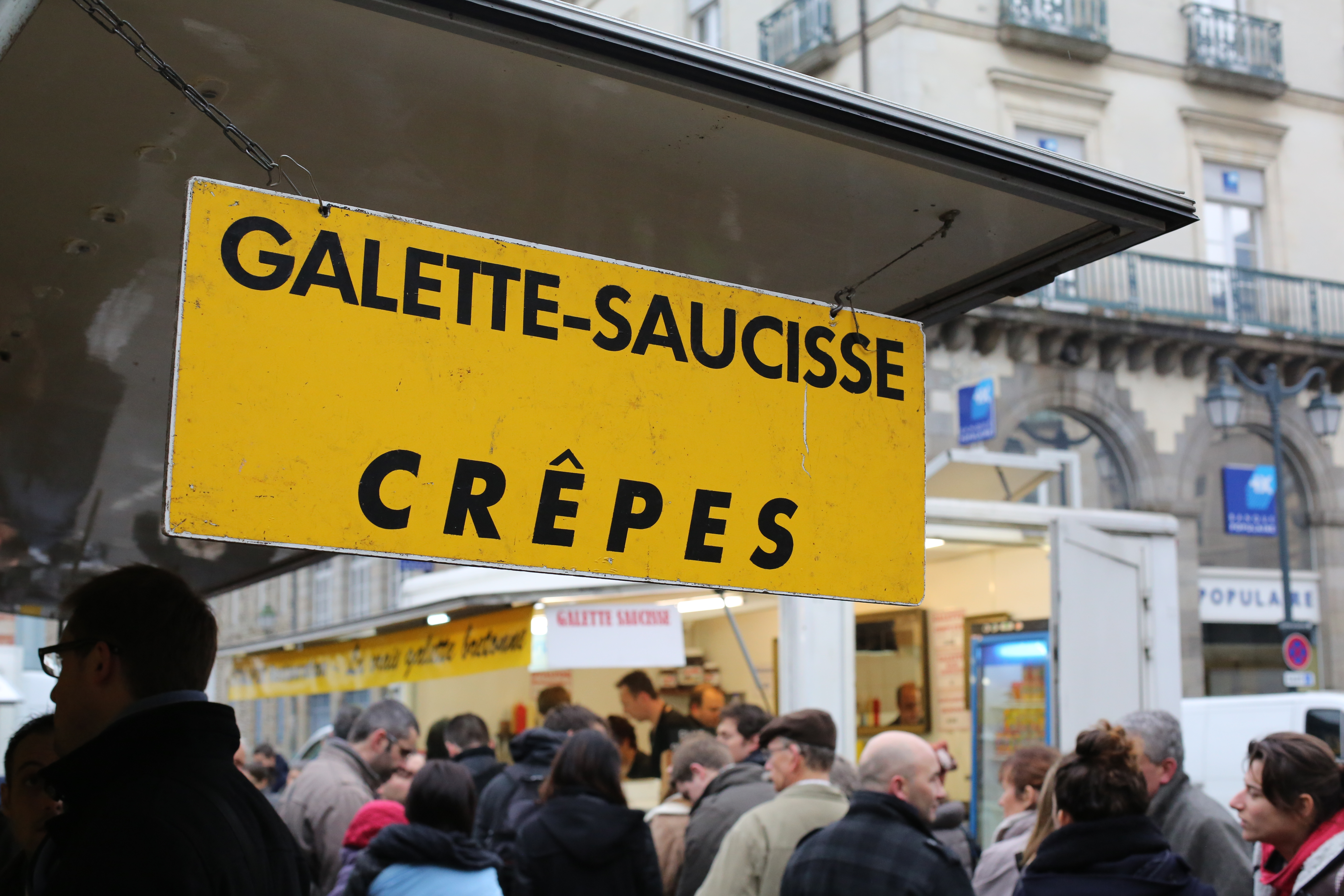
Stand de galette-saucisse au marché des Lices.

Introduite dans la galette au cours du XIXe siècle, c’est à la fin de ce siècle que la saucisse devient à la mode, les consommateurs délaissant les autres spécialités charcutières. Au début du XIXe siècle, un galettier dénommé Nelleau, surnommé Poganne, et tenant échoppe à Rennes, à l'angle des rues des Dames de la Visitation et de la Motte-Fablet, propose des galettes améliorées, dont une froide comprenant une saucisse grillée,. Le temps passant, la saucisse grillée prend de plus en plus de place dans les fêtes, toujours enroulée dans une galette ; les organisateurs d'événements communiquent sur la présence de cette spécialité pour attirer les gens. La présence de la galette-saucisse est alors attestée en Ille-et-Vilaine, mais également dans les Côtes-d'Armor, dans la Manche ou en Mayenne.
La popularité de la galette-saucisse à Rennes est liée aux sorties dominicales des habitants. Au début du XXe siècle, ceux-ci vont se restaurer d'une galette-saucisse dans les faubourgs ou les communes proches de la ville, dont la Robiquette à Saint-Grégoire, lieu qui donne un surnom à la galette-saucisse,,. Sa consommation devient alors de plus en plus populaire : on trouve la galette-saucisse dans toutes les fêtes, sur les marchés, ainsi qu'autour des matchs de football disputés au Roazhon Park ou des parties de palets,.

« Les galettes attendent patiemment d'être enroulées autour de longs morceaux de saucisses grillées au feu de bois, sur les lieux mêmes de la fête. Il n'y a pas de réunion en Haute-Bretagne où l'on ne respire pas le plantureux et gras parfum de la saucisse qui grille. »

— Simone Morand, Cuisine traditionnelle de Bretagne.

## Commercialisation et consommation

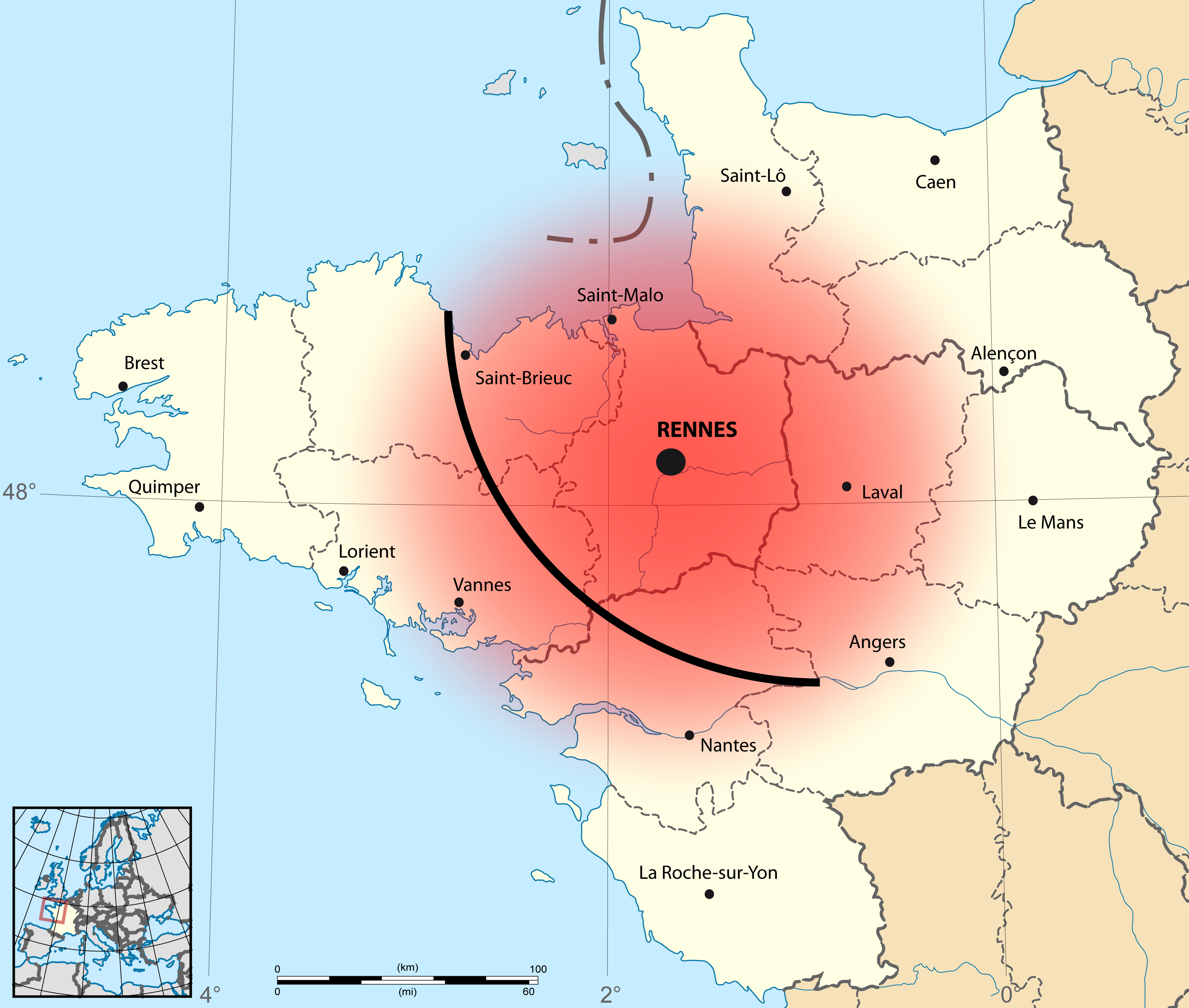
Cartographie de la zone de consommation de la galette-saucisse, selon les sources : dans un rayon de 150 kilomètres autour de Rennes (en rouge) ; ou à l'est d'une ligne courbe reliant Saint-Brieuc à Ancenis, en passant par Redon.

La galette-saucisse est un en-cas consommé à la main. Cette particularité la différencie des galettes comprenant d'autres garnitures (galette complète, forestière...), qui sont des mets de table consommés à domicile ou dans une crêperie, avec des couverts. La consommation de galette-saucisse se fait donc à l'occasion d'un barbecue, lors de toute fête ou sur un marché, sans avoir à se mettre à table,. La confection de galettes-saucisses peut ainsi être réalisée par des vendeurs ambulants sur des stands, ou dans des camions de restauration : à Rennes, généralement six au marché des Lices et dix-huit aux abords du stade Roazhon Park, qui produisent plusieurs centaines de galettes par événement. Sa consommation en position debout est reconnue comme un facteur de convivialité et d'intégration.
La vente de galettes-saucisses est typique de la Haute-Bretagne, mais les définitions de sa zone de consommation sont fluctuantes : selon les sources, celle-ci consiste en un cercle d'un rayon de 150 kilomètres autour de Rennes, incluant les départements limitrophes de l'Ille-et-Vilaine, ou se trouve à l'est d'une ligne reliant la région de Saint-Brieuc à celle d'Ancenis, en passant par Redon. Quelques tentatives d'introduction de la galette-saucisse en Basse-Bretagne sont réalisées, notamment par la société Hénaff, qui s'associe en 2007 avec l'association de sauvegarde de la galette-saucisse bretonne. Des stands de vente sont ainsi installés lors de plusieurs festivals estivaux, comme les Vieilles Charrues à Carhaix-Plouguer ou le Festival de Cornouaille à Quimper, dans le Finistère,.

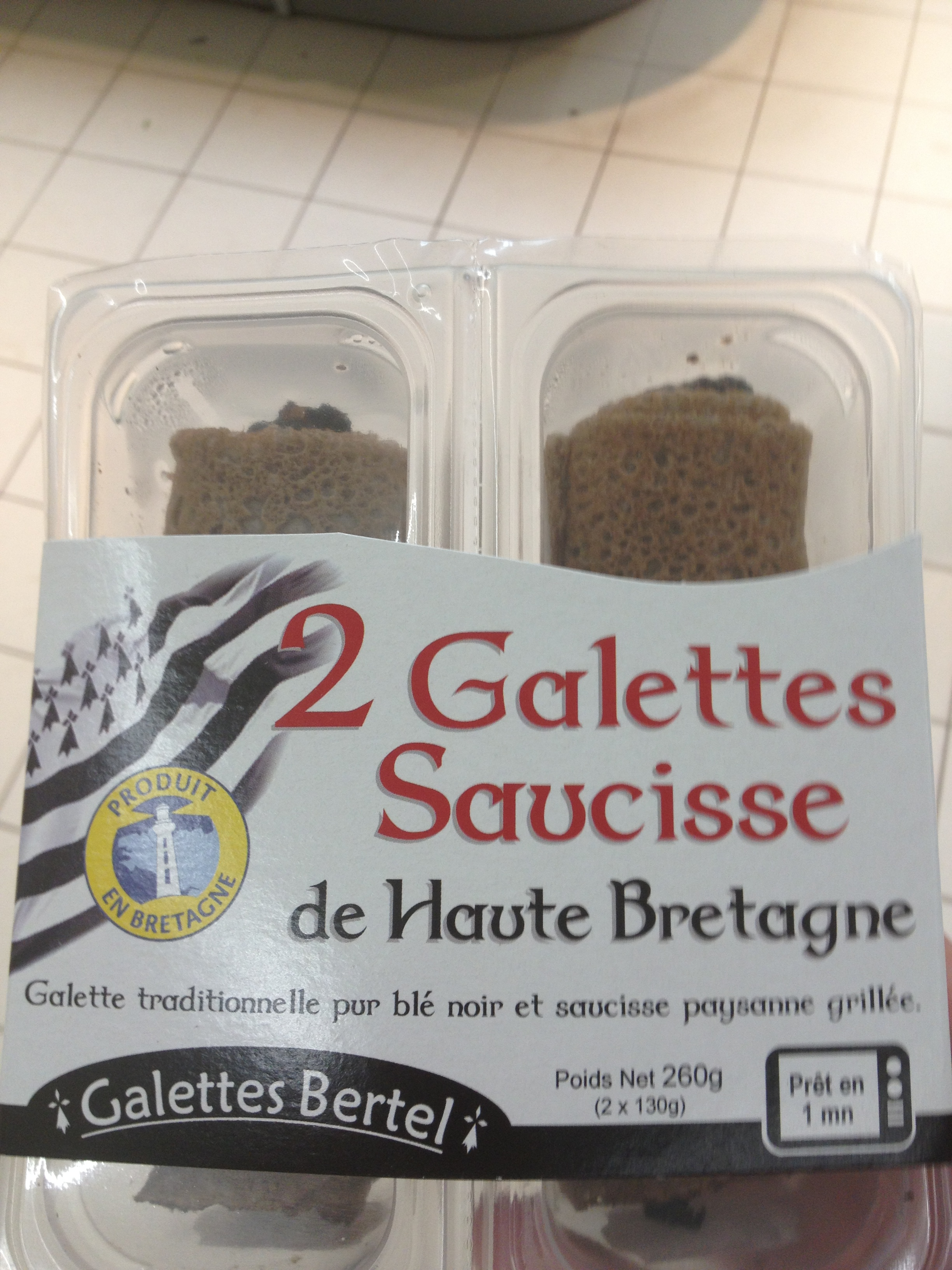
Galette-saucisse commercialisée en supermarché.

Suivant l'initiative d'Hénaff, d'autres industriels entreprennent de commercialiser la galette-saucisse. En 2014, les Galettes Bertel, basées à Pleudihen-sur-Rance, développent une gamme de galettes garnies, dont la galette-saucisse, disponible sous forme de snacking, notamment en supermarché, dans les grandes et moyennes surfaces. Un an plus tard, l'entreprise suédoise Ikea décide de proposer la galette-saucisse au menu du restaurant de son magasin de Pacé, dans une stratégie d'intégration des spécialités locales.
Si l'un des dix commandements édictés par l'association de sauvegarde de la galette-saucisse bretonne préconise un prix de vente maximal de 2 euros, celui-ci est le plus souvent compris entre 2,20 et 2,50 euros. Au stade du Moustoir à Lorient, dans une région où la galette-saucisse ne fait pas partie de la gastronomie traditionnelle, elle est commercialisée à partir de 2004 au prix de 4 euros. Le coût de sa fabrication est conditionné par celui des matières premières : ainsi, une augmentation de 40 % du prix de la farine de blé noir est invoquée par certains commerçants pour expliquer la hausse de leurs tarifs. Simple à confectionner, la galette-saucisse s'est imposée comme un produit rentable pour les commerçants, tout en restant abordable pour les consommateurs,.

## Aspects socio-culturels
La galette-saucisse fait partie du patrimoine gastronomique de Haute-Bretagne, territoire dont la gastronomie n’est pas très développée. Décrite comme un « marqueur identitaire fort » et un symbole pour les habitants d'Ille-et-Vilaine, la galette-saucisse est reprise comme symbole du territoire dans la presse (notamment pour les Transmusicales de Rennes) ou pour les internautes. La galette-saucisse est également fortement associée au club de football du Stade rennais.

### Galette-saucisse et Stade rennais

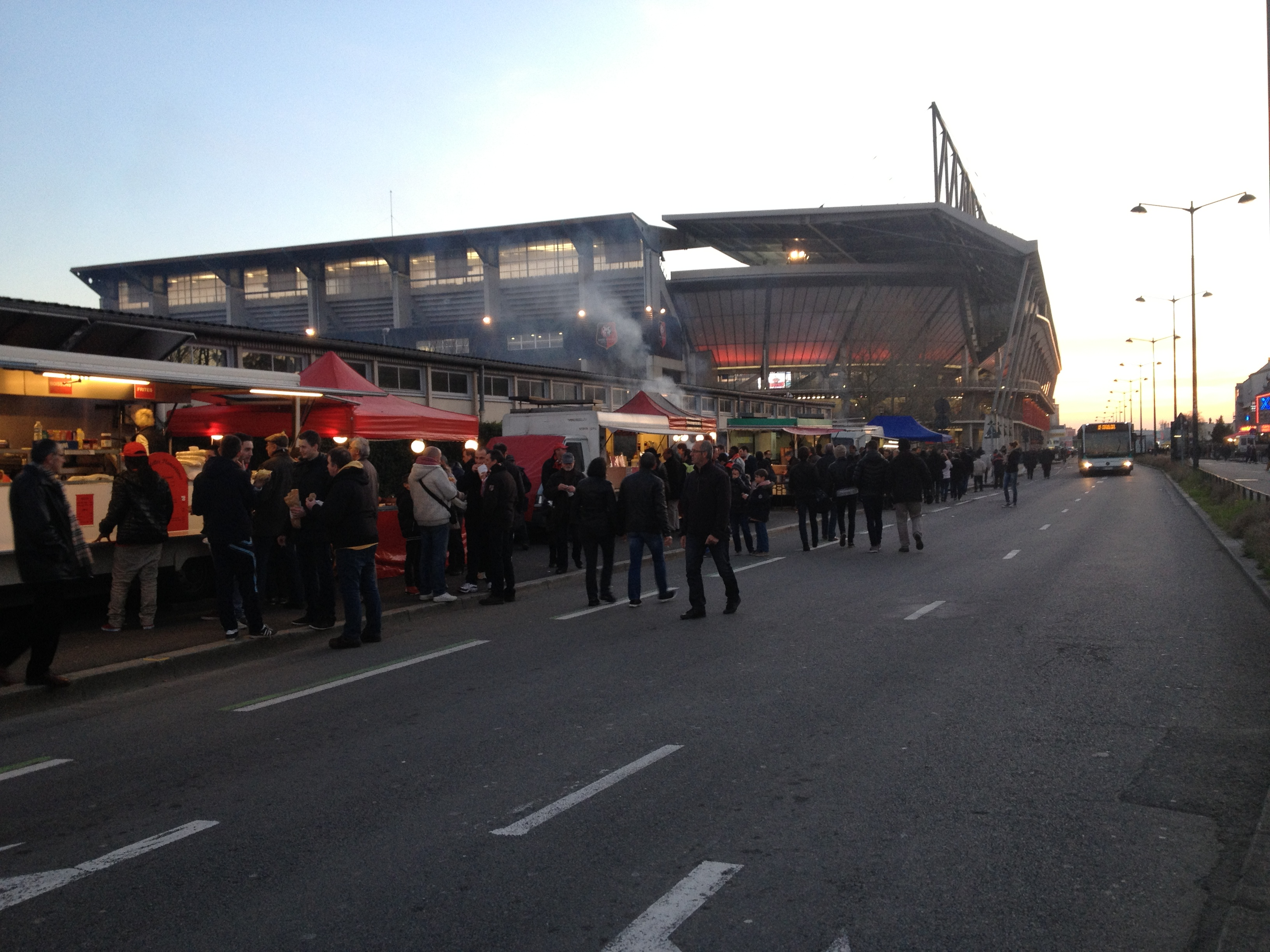
Alignement de stands vendant des galettes-saucisses, près du Roazhon Park, un soir de match.

La consommation de galette-saucisse est communément associée aux matchs de football disputés par le Stade rennais, depuis sa création en 1901. Avec l'augmentation progressive des affluences au stade de la route de Lorient durant le XXe siècle, le nombre de vendeurs de galettes-saucisses augmente fortement lors des matchs, notamment après la Seconde Guerre mondiale. L'en-cas devient, progressivement, un incontournable pour les supporters rennais se rendant au stade, et même à l'intérieur. Seize stands de vente sont disséminés autour du stade les jours de match, et certains joueurs de football associent les matchs qu'ils ont disputés à Rennes avec l'odeur des saucisses grillées, selon le sens du vent.
De fait, la galette-saucisse devient directement associée au Stade rennais, y compris au niveau national : le 27 octobre 2013, au lendemain d'une victoire rennaise face au Toulouse Football Club, le quotidien sportif L'Équipe titre « Galette : 5, Saucisse : 0 », en référence au score du match, à la galette-saucisse et à la saucisse de Toulouse. Quelques semaines auparavant, Lucas Deaux, joueur du Football Club de Nantes, s'était félicité d'avoir « battu les galettes-saucisses », à l'issue d'un derby remporté par le club de Loire-Atlantique, surnommant ainsi ses adversaires du Stade rennais.
Au début des années 1990, deux supporters rennais, membres du Roazhon celtic kop, créent lors d'un déplacement à Marseille un chant nommé Galette-saucisse je t'aime. Adapté d'une chanson de supporters marseillais dédiée au pastis, il a depuis été adopté par le club,, ainsi que par une majorité du public rennais, séduit par son second degré et son aspect rassembleur, par opposition à l'agressivité de certains autres chants de supporters. Cette chanson est devenue une marque d'identité et est passée dans la culture populaire.

### Dans la chanson
Inspiré d'une chanson paillarde du Midi (51 Je t'aime), l'air Galette saucisse, je t’aime était un chant de supporters rennais avant d'être repris par Jacky and The Freepix Revolution, via un clip dévoilé le 29 janvier 2012. Le chanteur du groupe, Jacky Sourget, occupe le poste de speaker au stade de la route de Lorient jusqu'en 2011.
« Galette-saucisse, je t’aime !

J’en mangerai des kilos (et des kilos !)

Dans tout l’Ille-et-Vilaine

Avec du lait ribot ! »
La Galette-saucisse est également une chanson du groupe breton Les Glochos, originaire de Pontivy, enregistrée en 2003 :
« Se taper une galette-saucisse

Pour les Bretons ou les touris'

Se taper une galette-saucisse

Ça fait du bien par où qu' ça glisse ! »
En 2008, dans sa chanson Rockabilig, sous-titrée « Krampouez rock », le chanteur britto-belge Gérard Jaffrès fait rimer « galette-saucisse » avec Elvis.

### En littérature
Deux romans, ayant pour cadre la Bretagne, font mention de la galette-saucisse :

« J’aime l’odeur du chou dans les maisons, le porc qu’on mange sur les toiles cirées, les « galettes-saucisses » enveloppées de papier sulfurisé. »

— Dorothée Letessier, Le Voyage à Paimpol, 1980, Le Seuil, p. 26.

« Aussi, il se lança dans la galette à l'andouille soubise, suivie d'une galette-saucisse et termina par une crêpe flambée au calva. »

— Richard Deutsch, Les Voix de Brest, 2006, éditions du 28 août, p. 52.

### Association de sauvegarde de la galette-saucisse bretonne
- I. Saucisse, moins de 120 grammes, tu ne feras ;
- II. Point de moutarde, tu ne mettras ;
- III. Grasse, jamais tu ne seras ;
- IV. Au Stade rennais, tu excelleras ;
- V. À deux mains et à toute heure, on te mangera ;
- VI. Un verre de cidre t'accompagnera ;
- VII. Maximum deux euros tu coûteras ;
- VIII. Service, sourire, tu les auras ;
- IX. Parfaitement on te grillera ;
- X. À Rennes, cette charte on respectera.

Créée en 1994, l'association de sauvegarde de la galette-saucisse bretonne (SGSB) a pour objet la promotion de la galette-saucisse, militant ainsi pour l'utilisation par les commerçants de produits de qualité, contre la hausse des prix, et pour la diffusion de la galette-saucisse hors de la Haute-Bretagne,. Dix-huit ans après sa création, elle revendique 3 500 adhérents, pour certains disséminés partout dans le monde. Dès sa création, l'association rédige une charte, édictant les dix commandements à respecter pour consommer une galette-saucisse dans des conditions optimales.
Fondée par deux supporters du Stade rennais, l'association se veut loufoque,, mais n'hésite pas à faire pression sur les commerçants pour que ceux-ci améliorent la qualité de leurs produits et respectent la préparation traditionnelle de la galette-saucisse. Multipliant les apparitions médiatiques,, elle présente également deux candidatures politiques, la première aux législatives de 1997 pour la circonscription de Fougères, la seconde aux municipales de 2001 pour la mairie de Rennes. Lors du premier vote, sa candidature recueille 2 % des voix.

### Records
Une galette saucisse de 35 mètres de long, composée de 45 kg de viande pour les 76 saucisses, est réalisée le 31 août 2019 à l'occasion du rallycross de Lohéac. Une galette-saucisse de 53 mètres de long, confectionnée en Mayenne en 2021, détient le record du monde jusqu'en 2025 où une galette-saucisse de 101 mètres est élaborée à Rennes.